# 正徳寺 (品川区)
正徳寺（しょうとくじ）は、東京都品川区にある真宗大谷派の寺院。

## 概要
1298年（永仁6年）、善永坊春応によって開基された。当初は真言宗の寺院であったが、1675年（延宝3年）に浄土真宗（浄土真宗本願寺派）に転宗した。また1712年（正徳2年）に真宗大谷派に転派した。

## 平松理準と日記
当寺の歴代住職の中で、幕末の尊皇派だった平松理準がよく知られている。理準は、15歳の時から日記を書いており、一時は数百冊に及んだが、1866年（慶応2年）の火災で全て焼失した。現在残っている55冊の日記は、火災直後から1881年（明治14年）に死去するまでの15年間の日記である。当時の世情を記した貴重な史料である。

## 交通アクセス
- 新馬場駅より徒歩3分[4]（経路案内）。